# Tuleňovití
Tuleňovití (Phocidae) jsou nejpočetnější a životu ve vodě nejlépe přizpůsobenou čeledí ploutvonožců (Pinnipedia). O co dokonaleji se pohybují ve vodě, o to větší mají problémy s pohybem na souši. Nemohou vůbec podsouvat zadní končetiny pod tělo a tak se pohybují jen plazením po břiše. Kromě toho již úplně ztratili ušní boltce, což je původ jejich anglického označení earless seals – bezuší tuleni.
V této čeledi je 19 žijících druhů ve 2 podčeledích Monachinae a Phocinae. Čeština má zvláštní jméno jen pro rody čepcol (Cystophora) a rypouš (Mirounga), ostatní pojmenovává společným jménem tuleň, který zavedl Jan Svatopluk Presl. U tuleně karibského (Monachus tropicalis) se předpokládá, že byl okolo roku 1952 vyhuben. V mytologii se tuleni objevují jako tzv. selkie – bytosti, které žijí jako tuleni v moři, ale když si svléknou kůži, stávají se lidmi na pevnině.

## Popis

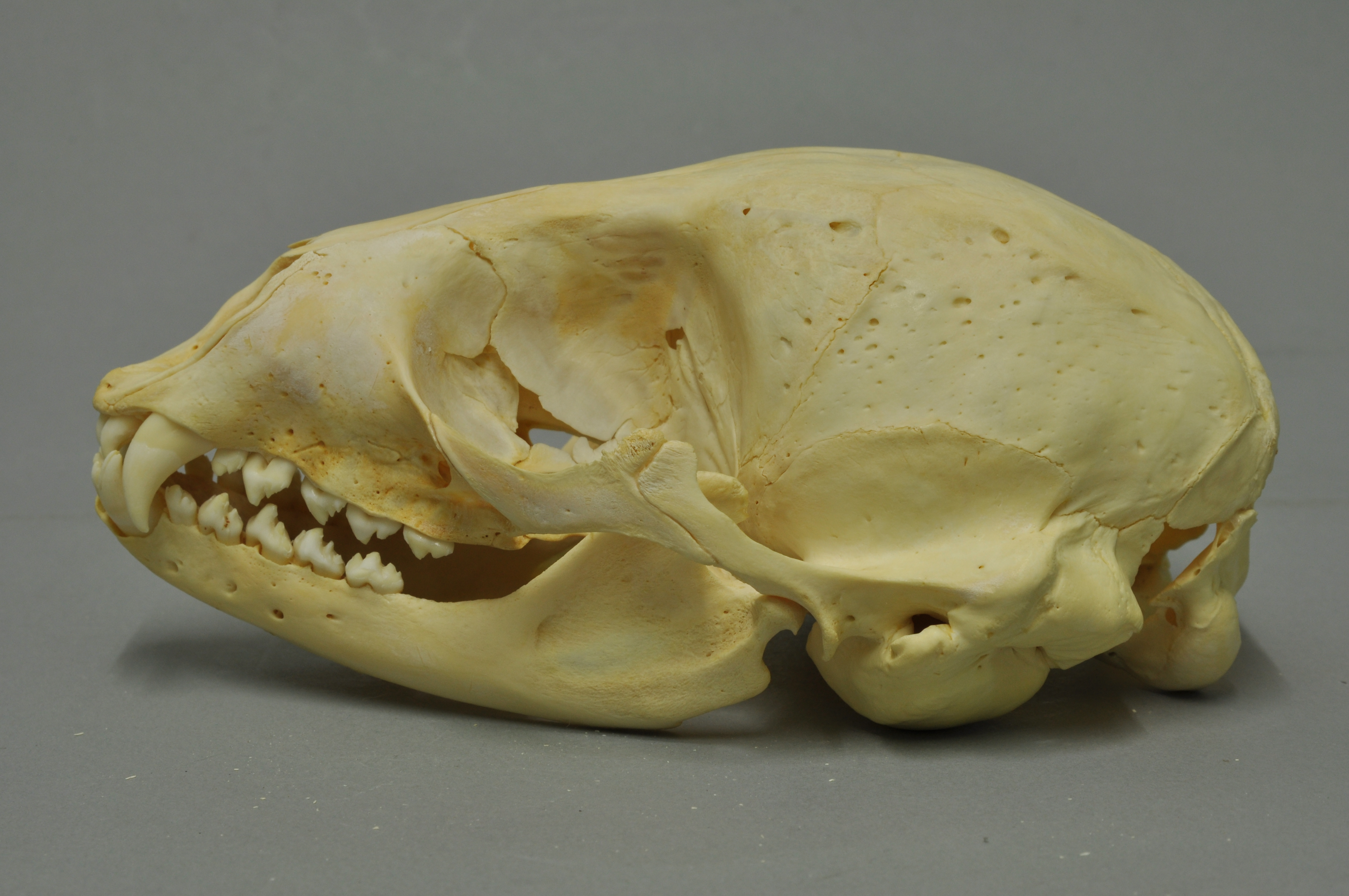
Lebka tuleně obecného

Tuleňovití mohou dorůstat velikosti od 1,2 m (tuleň bajkalský) do 6 m (rypouš sloní). Jejich hmotnost se pohybuje v rozmezí 65–4000 kg. Samice a samec se většinou velikostně neliší, výjimku představují čepcol a rypouši s výrazným velikostním pohlavním dimorfismem. Snad nejvýraznějším znakem tuleňovitých je, že jejich zadní ploutve směřují trvale dozadu a tuleňovití je nemohou otočit dopředu, což značně limituje jejich pohyb na souši, protože ocasní ploutve nemohou podsunout pod tělo. Přední ploutve zase nejsou příliš vyvinuté, takže nepomáhají tuleňům v podpoře těla na souši tak, jako je tomu u mrožů nebo lachtanovitých, jejichž přední ploutve jsou mnohem větší. Tuleňovití se tak po souši pohybují jen velmi neobratně s pomocí krátkých přísunů, případně přískoků. Ve vodě jsou však tuleňovití abnormálně schopnými a rychlými plavci, kteří nemají mezi ostatními ploutvonožci konkurenci. Pohyb pod vodou zajišťují střídavými pohyby zadní části těla, pročež mají tuleňovití velmi dobře vyvinutou svalovinu kolem páteře. Zadní ploutve slouží jako kormidlo a přední ploutve k udržování rovnováhy. K dalším výrazném znakům, které tuleňovité jasně odlišují od lachtanovitých, je absence ušních boltců (ušní otvor chrání jen záhyb kůže) a umístění varlat uvnitř těla.
Ploutve lemují dobře vyvinuté drápy. Mohou mít 26–34 zubů, dominantní jsou dlouhé špičáky, stoličky sekodontního typu jsou téměř stejné. Srst dospělce je krátká tuhá se špatně vyvinutou podsadou, tepelnou izolaci zajišťuje silná vrstva podkožního tuku. Mláďata mají jemnou chundelatou srst. Kolem čumáku a očí se nachází vibrisy.

## Rozšíření a habitat

Schematické zobrazení základních anatomických rozdílů lachtanovitých (nahoře) a tuleňovitých

Tuleňovití jsou široce rozšíření ve všech světových oceánech s výjimkou Indického oceánu. Zatímco některé druhy se rozmnožují na břehu, většina ostatních druhů se rozmnožuje na ledu. V tomto ohledu je unikátní tuleň kuželozubý, který se rozmnožuje buď na ledu nebo na souši. Na severní polokouli se vyskytuje několik sladkovodních populací. Čistě sladkovodním druhem je tuleň bajkalský; u tuleně kroužkovaného jsou sladkovodními poddruhy subsp. ladogensis z ruského Ladožského jezera a subsp. saimensis z finského jezera Saimaa; konečně tuleň obecný subsp. mellonae obývá sladká jezera severního Québecu.

## Biologie a ekologie
Tuleňovití jsou velmi dobře přizpůsobeni pohybu ve vodě a dokáží s vynaložením minimální námahy uplavat obrovské vzdálenosti. Pod vodou dokonce i spí a jen pro nádech v pravidelných intervalech vyplouvají na hladinu. Oproti lachtanovitým tráví tuleňovití na moři více času, plavou pomaleji a potápí se na delší dobu do větších hloubek. Ke druhům, které se dokáží potopit do hloubek přesahujících 1 km, patří rypouš sloní, rypouš severní a čepcol hřebenatý. Jejich přirozenými nepřáteli jsou člověk, kosatka dravá a velké druhy žraloků.

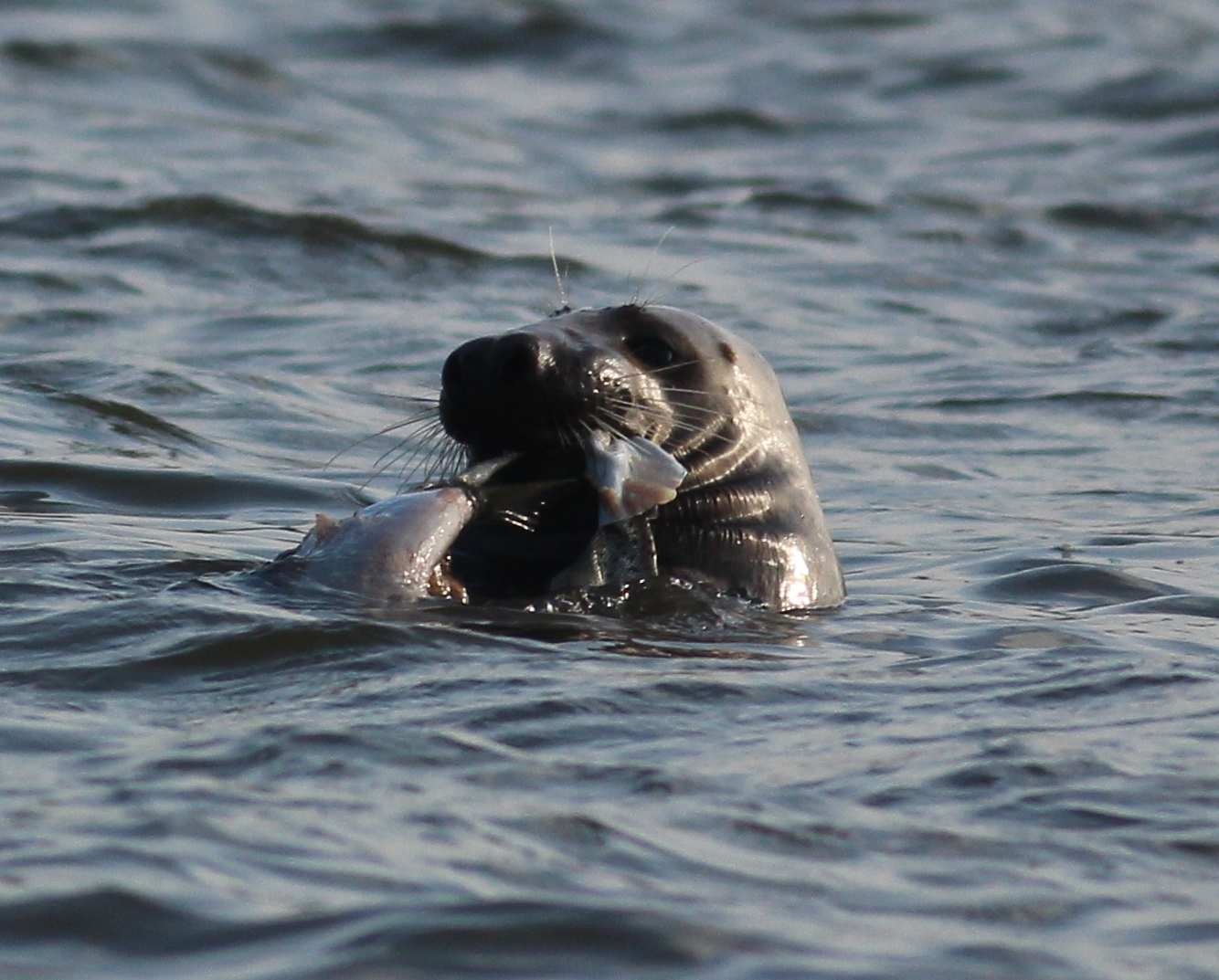
Tuleň kuželozubý s ulovenou rybou

### Potrava
Typ požírané potravy se liší v závislost na druhu, populaci, lokalitě, dostupnosti i věku. Většinou se živí rybami nebo mořskými bezobratlými jako jsou hlavonožci, krakatice, krill nebo různonožci. U mláďat některých druhů (tuleň grónský, tuleň kroužkovaný) i u dospělých tuleňů leopardích hraje v jejich jídelníčku důležitou roli zooplankton. Zvláště dravý druh tuleň leopardí loví i mořské ptáky, tučňáky, jiné ploutvonožce nebo dokonce i žraloky. U tuleně kuželozubého byl pozorován kanibalismus. Aktivní jsou ve dne i v noci a pod vodou se orientují nejen zrakem, ale i sluchem a hmatovými smysly, které zprostředkovávají vibrisy. V divoké přírodě byly dokonce pozorovány případy slepých tuleňů, což napovídá, že jejich vibrisy představují klíčový smysl.

### Rozmnožování

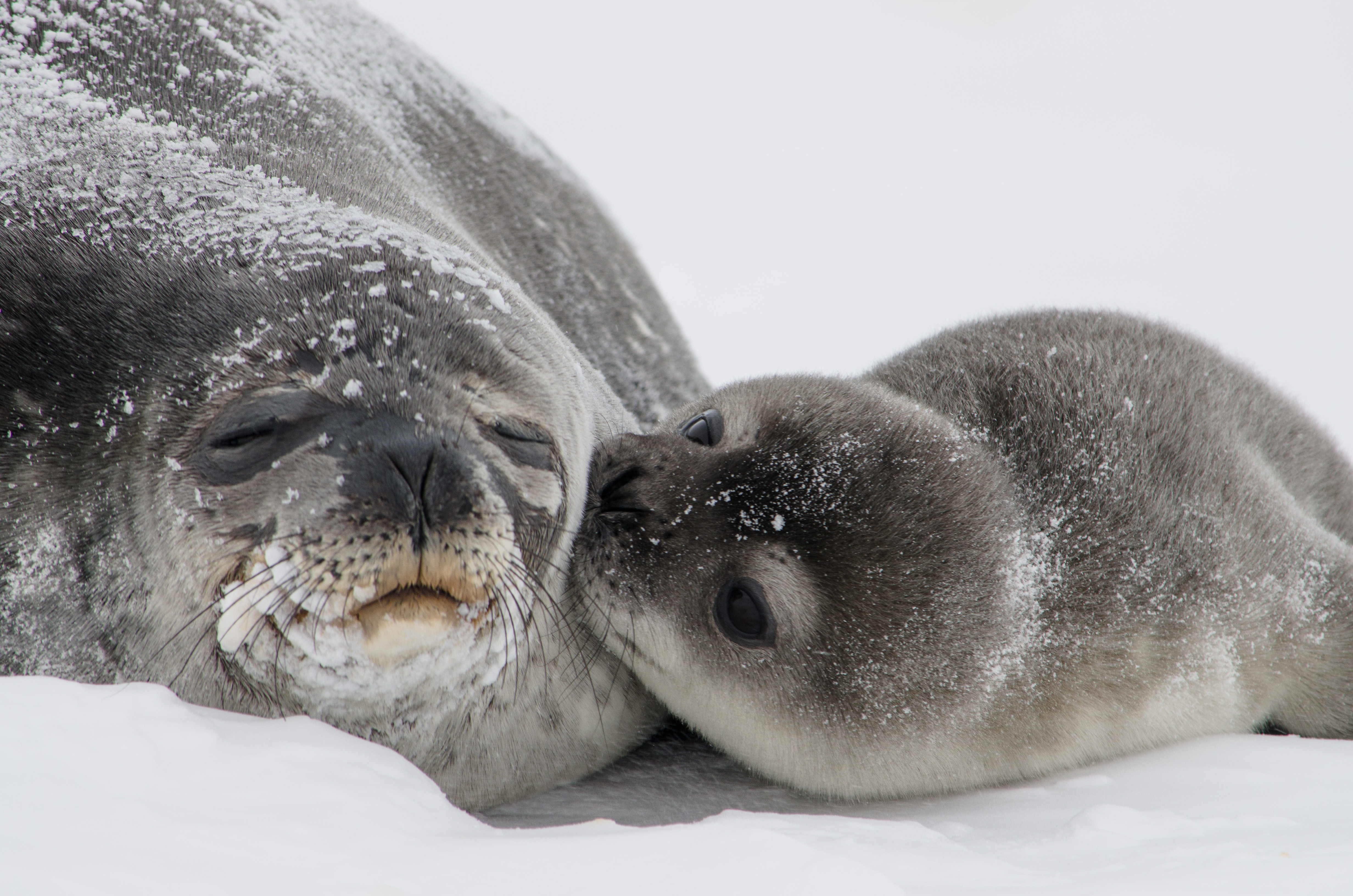
Tuleň Weddelův s mládětem

Tuleňovití dokáží dlouho hladovět, což využívají zvláště při rozmnožování, kdy samice před porodem vylezou na souš a zde pak zůstanou a kojí svá mláďata. Veškerou energii a látky potřebné pro tvorbu mléka mohou brát jen ze svých často mohutných tukových zásob. Jedna samice většinou neuživí více než jedno mládě. Délka kojení trvá 4–50 dnů v závislosti na druhu a obecně je kratší než u lachtanovitých. Krátká doba laktace je vysoce intenzivní díky tomu, že samice produkují extra tučné mateřské mléko a zůstávají v době laktace spolu s mládětem, které se tak může velmi často kojit. Obsah tuku v mateřském mléku dosahuje kolem 50–60 %, někdy i více. Mláďata díky němu zněkolikanásobí svou váhu během několika týdnů.

## Ohrožení
K hlavním ohrožením tuleňovitých patří globální oteplování, které přinese ústup zalednění, což bude mít vliv na distribuci i mortalitu druhů závislých na ledu. U severských druhů závislých na ledu se dá předpokládat, že jak bude led ustupovat dále na sever, tuleni jej budou následovat, avšak na arktickém severu jim bude hrozit zvýšená predace ledními medvědy. Ve výhodě budou ty pouplace nebo druhy, které se dokáží přizpůsobit suchozemskému prostředí pro vrhy a línání. V tomto směru má dobré vyhlídky tuleň kuželozubý, který dokáže využívat pro rozmnožování jak led tak pevninu, což mu patrně umožní kolonizovat nová stanoviště.

## Systematika

### Evoluce

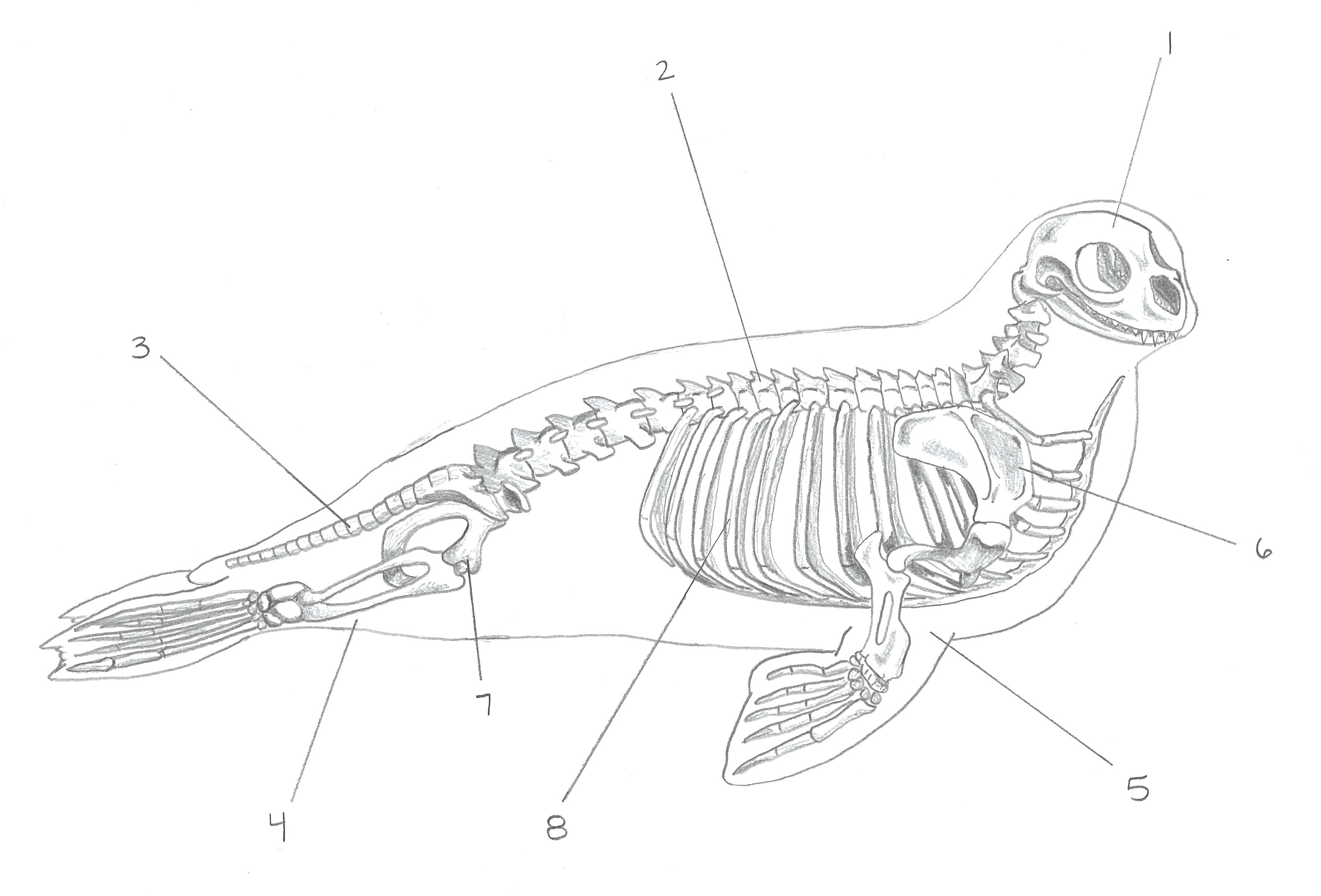
Anatomie tuleně obecného: 1. lebka, 2. páteř, 3. ocas, 4. zadní končetina, 5. přední končetina, 6. rameno, 7. pánev, 8. žebra

Někdy od 60. do 80. let 20. století mezi vědci převládal názor, že jsou ploutvonožci difyletického původu. Jeden z nepřehlédnutelných morfologických rozdílů mezi lachtanovitými a tuleňovitými jsou rozdílné styly pohybu a plavání. Zatímco tuleni byli spojováni s lasicovitými, mroži a lachtani s medvědovitými. Paradigma se nicméně časem posunulo pod tíhou molekulárních a podrobných morfologických studií, které poukazují na velmi pravděpodobný monofyletický původ ploutvonožců. Tuleňovití se vydělili od lachtanovitých někdy před 26,5 miliony let.
Za nejstarší známý fosilní druh tuleně se považuje druh Noriphoca gaudini z Itálie, jehož datace spadá do pozdního oligocénu nebo raného miocénu. K dalším raným fosilním taxonům patří Prophoca a Leptophoca ze středního miocénu (cca před 15 miliony lety) ze severního Atlantiku. Někdy ve středním miocénu došlo k rozdělení tuleňovitých do dvou větví, které se dodnes uznávají jako jediné dvě podčeledi tuleňovitých, a sice Monachinae a Phocinae. Ještě nedávno se mělo za to, že zástupci Monachinae se vyvinuli na severní polokouli a teprve později někteří zástupci – konkrétně triby Lobodontini a Miroungini – kolonizovali jižní polokouli, zatímco Monachini zůstali na polokouli severní. Podle fosilního nálezu bazálního zástupce Monachinae z Nového Zélandu se však dnes má za to, že Monachinae se vyvinuli na polokouli jižní a teprve později osídlili severní polokouli.

### Vnitřní systematika
Navzdory desetiletím studia čeledě tuleňovitých nejsou ještě všechny aspekty fylogeneze vyřešeny. Rozpory mezi molekulárními a morfologickými poznatky jsou u některých druhů stále diskutabilní. Moderní taxonomie rozeznává v rámci čeledi tuleňovitých dva hlavní klady považované za podčeledi, a sice Monachinae a Phocinae. Monachinae zahrnuje převážně tuleňovité původem z jižní polokoule a do tohoto taxonu se řadí triby Monachini, Miroungini a Lobodontini. Phocinae zahrnuje druhy z holarktické oblasti, kteří se seskupují rovněž do třech tribů, kterými jsou Erignathini, Cystophorini a Phocini. Uznávaná se 19 druhů tuleňovitých, z nichž 1 druh je již vyhynulý:
| Podčeleď   | Tribus       | Fotografie | Rod                               | Druh |
| ---------- | ------------ | ---------- | --------------------------------- | --- |
| Monachinae | Monachini    |            | Monachus Fleming, 1822            | - Tuleň středomořský, Monachus monachus                                                                                |
| Monachinae | Monachini    |            | Neomonachus Slater & Helgen, 2014 | - Tuleň havajský, Neomonachus schauinslandi - †Tuleň karibský, Neomonachus tropicalis (patrně vyhynuý od roku c. 1952) |
| Monachinae | Miroungini   |            | Mirounga Gray, 1827               | - Rypouš severní, Mirounga angustirostris - Rypouš sloní, Mirounga leonina                                             |
| Monachinae | Lobodontini  |            | Ommatophoca Gray, 1844            | - Tuleň Rossův, Ommatophoca rossi                                                                                      |
| Monachinae | Lobodontini  |            | Lobodon Gray, 1844                | - Tuleň krabožravý, Lobodon carcinophagus                                                                              |
| Monachinae | Lobodontini  |            | Hydrurga Gistel, 1848             | - Tuleň leopardí, Hydrurga leptonyx                                                                                    |
| Monachinae | Lobodontini  |            | Leptonychotes Gill, 1872          | - Tuleň Weddellův, Leptonychotes weddellii                                                                             |
| Phocinae   | Cystophorini |            | Cystophora Nilsson, 1820          | - Čepcol hřebenatý, Cystophora cristata                                                                                |
| Phocinae   | Erignathini  |            | Erignathus Gill, 1866             | - Tuleň vousatý, Erignathus barbatus                                                                                   |
| Phocinae   | Phocini      |            | Phoca Linnaeus, 1758              | - Tuleň obecný, Phoca vitulina - Tuleň pacifický, Phoca largha                                                         |
| Phocinae   | Phocini      |            | Pusa Scopoli, 1771                | - Tuleň kroužkovaný, Pusa hispida - Tuleň bajkalský, Pusa sibirica - Tuleň kaspický, Pusa caspica                      |
| Phocinae   | Phocini      |            | Pagophilus Gray, 1844             | - Tuleň grónský, Pagophilus groenlandicus                                                                              |
| Phocinae   | Phocini      |            | Histriophoca Gill, 1873           | - Tuleň pruhovaný, Histriophoca fasciata                                                                               |
| Phocinae   | Phocini      |            | Halichoerus Nilsson, 1820         | - Tuleň kuželozubý, Halichoerus grypus                                                                                 |